# El negro que tenía el alma blanca (película de 1934)
El negro que tenía el alma blanca es una película española de drama estrenada en 1934, dirigida por Benito Perojo y protagonizada en los papeles principales por Antoñita Colomé, Marino Barreto y Ángel Sampedro Angelillo.
Se trata de la segunda adaptación de la novela homónima de Alberto Insúa escrita en 1922, tras El negro que tenía el alma blanca (1927), dirigida también por Benito Perojo y antes de El negro que tenía el alma blanca (1951), dirigida por Hugo del Carril.

## Sinopsis
Los marqueses de Arencibia tienen a su servicio a un sirviente negro llamado Pedro, que nació en la casa y descendiente de unos criados traídos de Cuba. El hijo de los marqueses, Néstor, que había jugado en la infancia con Pedro, se dedica a injuriarle continuamente.
Tras dejar su trabajo como sirviente triunfa como bailarín y cuando conoce a Emma, esta se convierte en su pareja de baile. Peter está enamorado de ella y le declara su amor, sin embargo, Emma le rechaza debido a su color de piel.

## Reparto
- Antoñita Colomé como Emma Cortadell La Cortadita
- Marino Barreto como Pedro Valdés Peter Wald
- Angelillo como Nonell
- José María Linares-Rivas como Marqués de Arencibia
- José Calle como Mucio Cortadell
- Julio Castro Castrito como Regisseur
- Victoriano Garmendia como Rplowitch
- Milagros Bahamonde como Piedad Arencibia